# W świecie mitów
W świecie mitów (ang. MythQuest, 2001) – kanadyjski serial fantasy nadawany przez stację PBS od 1 sierpnia do 17 listopada 2001 roku. W Polsce nadawany na kanale Tele 5, a od 1 sierpnia 2011 w Polonii 1.

## Fabuła
Archeolog i wykładowca uniwersytecki Matt Bellows (Joseph Kell) pracuje nad stworzeniem nowatorskiego cybermuzeum. W tym celu skanuje zabytkowe rzeźby, naczynia, monety, biżuterię i umieszcza ich wizerunki w odpowiednich działach wirtualnej ekspozycji. Podczas badania pochodzenia jednej z odkopanych rzeźb znajduje Kamień Gorgiasza, który przenosi go w wirtualny świat mitów.
Jego dzieci, Alex (Christopher Jacot) i Cleo (Meredith Henderson), wkraczają do cyberprzestrzeni, by odnaleźć ojca. Podczas poszukiwań zaginionego rodzeństwo przeżywa niesamowite przygody w starożytnym świecie.

## Obsada
- Joseph Kell jako Matt Bellows
- Christopher Jacot jako Alex Bellows
- Meredith Henderson jako Cleo Bellows
- Wendy Anderson jako Lily Bellows
- Matthew Walker jako Max Asher

## Spis odcinków
| N/o            | Polski tytuł                          | Angielski tytuł                |
| -------------- | ------------------------------------- | ------------------------------ |
|                |                                       |                                |
| SERIA PIERWSZA |                                       |                                |
|                |                                       |                                |
| 01             | Minotaur                              | The Minotaur                   |
|                |                                       |                                |
| 02             | Młot bogów                            | Hammer of the Gods             |
|                |                                       |                                |
| 03             | Córka Czerwonego Wilka                | Red Wolf's Daughter            |
|                |                                       |                                |
| 04             | Orfeusz                               | Orpheus                        |
|                |                                       |                                |
| 05             | Minokichi                             | Minokichi                      |
|                |                                       |                                |
| 06             | Sir Caradoc i Rycerze Okrągłego Stołu | Sir Caradoc at the Round Table |
|                |                                       |                                |
| 07             | Sobowtór                              | The Doppelgänger               |
|                |                                       |                                |
| 08             | Wyrocznia                             | The Oracle                     |
|                |                                       |                                |
| 09             | Izyda i Ozyrys                        | Isis and Osiris                |
| 10             | Izyda i Ozyrys                        | Isis and Osiris                |
|                |                                       |                                |
| 11             | Blodeuwedd                            | Blodeuwedd                     |
|                |                                       |                                |
| 12             | Błogosławieństwo                      | The Blessing                   |
|                |                                       |                                |
| 13             | Quetzalcoatl                          | Quetzalcoatl                   |
|                |                                       |                                |